# Елісон Бартосік
Елісон Бартосік (англ. Alison Bartosik; нар. 20 квітня 1983) — американська синхронна плавчиня.
Призерка Олімпійських Ігор 2004 року.